# 松山製菓
松山製菓株式会社（まつやませいか、英: Matsuyama Confectionery Co., Ltd.）は、愛知県名古屋市西区に本社を置く製菓会社（駄菓子メーカー）である。2023年現在でも粉末清涼飲料（粉末ジュース）を製造しているメーカーの一つである。

## 沿革
- 1950年（昭和25年）1月1日 - 個人経営の「松山製菓所」として創業[1]。
- 1950年（昭和25年）12月1日 - 「松山製菓株式会社」を設立[1]。
- 2005年（平成17年）6月 - タカラ（現・タカラトミー）の子会社となる[1]。
- 2009年（平成21年）7月 - タカラトミーの株式売却により同社の連結対象から外れる[1]。
- 2010年（平成22年）1月 - 本社事務所を現住所に移転[1]。

## 主な製品
- スナック菓子
  - テキサスコーン[2]
- 清涼菓子（錠菓）
  - ヨーグルトサワー[2]
  - ネオフルーツC[2]
  - パンチコーラSP[2]
- 粉末清涼飲料
  - パックジュース[2]
  - アメリカンコーラ[2]

など

## 事業所
- 本社（愛知県名古屋市西区）[1]
- 関工場（岐阜県関市）[1]